# 梁王后
梁王后（?—?），西秦末王乞伏暮末的王后。建弘九年（428年）五月，乞伏暮末继承父亲西秦文昭王乞伏炽磐的王位，永弘二年（429年）二月，乞伏暮末立梁氏为王后，乞伏萬載（史书没有明确记载是否为梁王后所生）为太子。永弘四年（431年）正月，夏国皇帝赫连定杀死了乞伏暮末，西秦灭亡。梁王后不知所终，赫连定屠杀了西秦的王族和官员，梁王后应该就在其中。